# (21732) Rumery
(21732) Rumery (1999 RW142) – planetoida z pasa głównego asteroid okrążająca Słońce w ciągu 4,39 lat w średniej odległości 2,68 j.a. Odkryta 9 września 1999 roku.